# Тизанідин
Тизанідин (англ. Tizanidine, лат. Tizanidinum) — синтетичний препарат, що є похідним імідазолінів та належить до групи стимуляторів альфа-2-адренорецепторів, який має міорелаксуючу дію. Тизанідин застосовується перорально. Тизанідин уперше схвалений для клінічного застосування в 1996 році.

## Фармакологічні властивості
Тизанідин — синтетичний препарат, що є похідним імідазолінів та належить до групи стимуляторів альфа-2-адренорецепторів з міорелаксуючою дією. Механізм дії препарату полягає у стимуляції пресинаптичних альфа-2-адренорецепторів, що призводить до вивільнення збуджуючих нервові закінчення амінокислот, які стимулюють NMDA-рецептори, наслідком чого є пригнічення передачі збудження у синапсах, оскільки саме цей механізм відповідає за надмірний м'язовий тонус, і тому при його пригніченні знижується м'язовий тонус, а також знімаються спазми м'язів. Тизанідин має також помірний знеболювальний ефект як за рахунок зменшення виділення збуджувальних медіаторів у головному мозку, так і зниження центральної чутливості, а також активацію гліцину. Тизанідин застосовується для лікування болісних спазмів м'язів, спричинених як неврологічними захворюваннями (розсіяним склерозом, мієлопатією, інсультом, захворюваннями спинного мозку), спастичній геміплегії унаслідок черепно-мозкової травми, так і захворюваннями опорно-рухової системи (спазми скелетних м'язів, спричинені захворюваннями поперекового та грудного відділу хребта, або спазм м'язів, який виникає після операцій на хребті або на кульшовому суглобі). Тизанідин має також гастропротекторний ефект, який спричинений адренергічною активністю препарату, що призводить до зниження виділення шлункового соку, а також спазмолітичною активністю препарату. Тизанідин також усуває порушення балансу глікопротеїнів у слизовій оболонці шлунку, що також сприяє гастропротекторному ефекту препарату, та знижує пошкоджуючий ефект на слизову оболонку шлунку нестероїдних протизапальних препаратів. При застосуванні препарату спостерігається незначна кількість побічних ефектів, переважна більшість яких є легкого ступеня або середньої важкості.

### Фармакокінетика
Тизанідин добре та швидко всмоктується при пероральному застосуванні, максимальна концентрація препарату досягається протягом 1 години після перерального застосування. Біодоступність тизанідину складає лише 34 % у зв'язку з ефектом першого проходження через печінку. Тизанідин погано (на 30 %) зв'язується з білками плазми крові. Тизанідин проникає через плацентарний бар'єр та виділяється в грудне молоко. Препарат метаболізується в печінці з утворенням активних метаболітів. Виводиться тизанідин із організму переважно із сечею у вигляді метаболітів. Період напіввиведення тизанідину з плазми крові становить 2 години, у осіб з нирковою недостатністю цей час збільшується до 14 годин, кінцевий період напіввиведення метаболітів препарату становить 24 години.

## Показання до застосування
Тизанідин застосовується для лікування болісних спазмів м'язів, спричинених як неврологічними захворюваннями (розсіяним склерозом, мієлопатією, інсультом, захворюваннями спинного мозку), спастичній геміплегії унаслідок черепно-мозкової травми, так і захворюваннями опорно-рухової системи (спазми скелетних м'язів, спричинені захворюваннями поперекового та грудного відділу хребта, або спазм м'язів, який виникає після операцій на хребті або на кульшовому суглобі).

## Побічна дія
Тизанідин позиціонується як препарат, при застосуванні якого спостерігається незначна кількість побічних явищ. Найчастішими побічними явищами при застосуванні препарату є м'зова слабість, артеріальна гіпотензія, головний біль, сонливість, сухість у роті. Іншими рідкими побічними ефектами препарату є алергічні реакції, галюцинації, сплутаність свідомості, запаморочення, вертиго, втрати свідомості, брадикардія, біль у животі, нудота, гепатит, печінкова недостатність, підвищення активності ферментів печінки.

## Протипокази
Тизанідин протипоказаний при підвищеній чутливості до препарату, виражених порушеннях функції печінки, при одночасному застосуванні ципрофлоксацину або флувоксаміну.

## Форми випуску
Тизанідин випускається у вигляді таблеток та желатинових капсул по 0,002; 0,004 і 0,006 г. Тизанідин випускається у вигляді комбінованих препаратів з німесулідом.